# Tennenshoku Katsudō Shashin
Tennenshoku Katsudō Shashin (天然色活動写真) fou un estudi cinematogràfic japonès actiu a la dècada de 1910. El nom de l'empresa es podria traduir al català com a "Imatges mòbils en color natural", però era coneguda amb el mot creuat Tenkatsu. L'empresa fou creada l'any 1914 de les restes de l'estudi cinematogràfic Fukuhōdō, que no participà en la creació en la unió d'empreses que formà l'estudi cinematogràfic Nikkatsu; principalment per l'emprenedor Kisaburō Kobayashi. L'objectiu inicial de l'empresa fou l'explotació commercial de la tecnologia Kinemacolor al Japó. Prest, la tecnologia esdevení massa cara i l'empresa es centrà en la creació de pel·lícules regulars, convertint-se així en el principal rival de Nikkatsu a la dècada de 1910. Es tractà d'una empresa decentralitzada, dirigida per un nombre de caps i que permetí que els benshi poguessin ordenar la producció de pel·lícules.
Tenkatsu participà en el Moviment de Films Purs en permetre al seu empleat Norimasa Kaeriyama dirigir algunes de les primeres obres reformistes que incorporaven actrius i tècnica cinematogràfica estrangera. També és coneguda per contractar a Ōten Shimokawa per produir algunes de les primeres pel·lícules d'animació o anime japoneses al Japó l'any 1916. Shimokowa va experimentar amb diverses tècniques fins que l'estudi va distribuir el seu primer curtmetratge d'animació de 5 minuts de durada el gener de 1917, anomenat Imokawa Mukuzō, genkanban no maki.
Tenkatsu fou finalment comprat per Kokkatsu el desembre de 1919.